# Toyota Verso
La Toyota Verso è un'autovettura del tipo monovolume compatta prodotta dalla casa automobilistica giapponese Toyota a partire dal 2009. Nel 2018 è stata diffusa la notizia dell'interruzione della sua produzione in Turchia.

## Il contesto
Presentata al Salone dell'automobile di Ginevra edizione 2009 la Verso sostituisce la terza e ultima generazione di Corolla Verso e coglie l'eredità di modelli usciti di scena già alcuni anni prima dalla gamma Toyota come l'Avensis e la Yaris entrambe nella versione Verso. Il design frutto del Centro Stile Toyota francese segue la corrente inaugurata dalle ultime Avensis e Auris caratterizzato da un frontale dotato di un paraurti di grandi dimensioni che possiede un andamento a U, le fiancate caratterizzate da una nervature che parte dalle ruote anteriori e raggiunge il tetto mentre la coda è caratterizzata da fari dotati di tecnologia luminosa a Led a sfondo trasparente. Il coefficiente di resistenza aerodinamica risulta contenuto nel valore di 0,295.
Lo spazio interno è stato studiato per offrire la massima flessibilità grazie ai sette posti di serie che si possono reclinare in modo da ottenere un vano di carico perfettamente piatto. La plancia di inedito disegno è caratterizzata dalla strumentazione centrale leggermente orientata verso il guidatore. Le plastiche scure sono assemblate con una notevole cura mentre spiccano i numerosi vani portaoggetti e l'hard disk da 40 GB del sistema audio dotato di ingresso MP3 e interfaccia USB.
Curata la sicurezza grazie all'adozione di 7 airbag presenti di serie per gli allestimenti base mentre le versioni di punta sono equipaggiate con 9 airbag. Di serie il controllo elettronico della stabilità e trazione, l'ABS, il controllo della coppia sterzante e l'hill holder. I poggiatesta attivi e il frontale studiato per ridurre i traumi da investimento pedone sono stati studiati appositamente per migliorare i risultati nei crash test dell'Euro NCAP dove ha ottenuto 5 stelle.
La Verso utilizza il telaio space-frame debuttato nel 2007 con la Toyota Auris e utilizzato anche dalla decima serie di Toyota Corolla non importata in Italia. Le sospensioni anteriori sono configurate come McPherson mentre le posteriori adottano il classico schema a ponte torcente. I freni anteriori e posteriori sono a disco.

### Restyling 2013

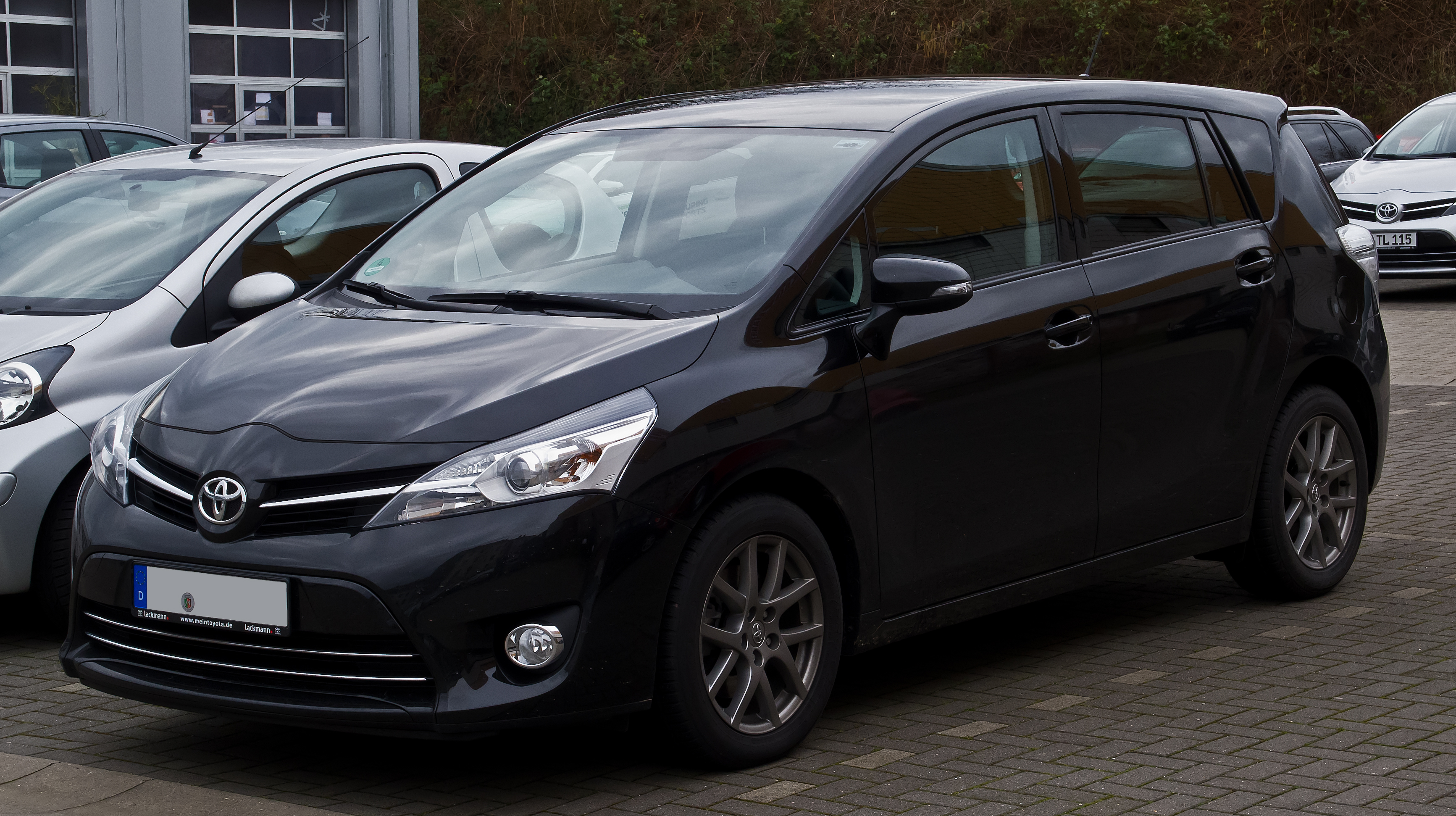
Verso Restyling del 2014

All'inizio dell'estate del 2013, una versione rivista della Verso è stata introdotta con un frontale esteticamente rivisto, con un design più moderno e in linea con i modelli contemporanei della casa nipponica. Questo è ora ispirato a quello della Auris di seconda generazione. La coda è stata modificata solo marginalmente e tecnicamente la Verso è rimasto in gran parte invariata.
Dall'inizio del 2014, per completare la gamma dei modelli, è stato introdotto un 1.6 litri turbodiesel.

## Motorizzazioni
I propulsori completamente nuovi sono stati sviluppati riducendo al minimo possibile i consumi e le emissioni inquinanti nel pieno rispetto della tecnologia Toyota Optimal Drive; in particolare i turbodiesel common rail sono dotati di filtro attivo antiparticolato di serie e di iniettori piezoelettrici molto più precisi rispetto alle precedenti motorizzazioni dotate degli iniettori a solenoide. Con la Verso è stato possibile abbinare anche una nuova trasmissione automatica sequenziale al motore 2.2 D-CAT 16V da 150 cavalli e di rispettare la normativa antinquinamento Euro 5. Il potente motore 2.2 da 177 cavalli invece dispone del cambio manuale a 6 rapporti e di 400 Nm di coppia massima. Il piccolo 2 litri D-4D è stato rivisto e potenziato, rispetto l'unità presente sulla Corolla Verso, di 10 cavalli e riomologato Euro 5 grazie al filtro DPF di serie.
I motori benzina Valvematic, totalmente nuovi, sfruttano la doppia fasatura variabile delle valvole (Dual VVT-I) migliorando la risposta del motore e i consumi. Il piccolo 1.6 dispone di 132 cavalli mentre il 1.8 sale a 147 cavalli. Quest'ultimo è disponibile sia con trasmissione manuale a 6 rapporti, sia abbinato ad un automatico a variazione continua Multitronic S con la possibilità di selezionare in modalità sequenziale 7 rapporti. A differenza dei motori diesel, i benzina sono omologati Euro 4.
Dal 2014 Toyota ha introdotto anche il motore diesel 1.6 D-4D di derivazione BMW da 112 cavalli e 270 Nm di coppia. Rispetto al 2.0 D-4D il nuovo motore perde poco più di una dozzina di cavalli (112 CV invece di 126) e un po' di coppia (270 Nm invece di 310).

## Riepilogo caratteristiche
| Modello                 | Motore                                   | Cilindrata (cm³) | Potenza kW (CV) | Coppia max. N·m/rpm | Emissioni CO2 (g/km) | Acceler. 0–100 km/h | Velocità max (km/h) | Consumo medio (km/l) |
| ----------------------- | ---------------------------------------- | ---------------- | --------------- | ------------------- | -------------------- | ------------------- | ------------------- | -------------------- |
| 1.6 Valvematic 16V      | 4 cilindri in linea, Dual VVT-I, benzina | 1598             | 97 (132)        | 160/4400            | 158                  | 11"7                | 185                 | 14,9                 |
| 1.8 Valvematic 16V      | 4 cilindri in linea, Dual VVT-I, benzina | 1798             | 108 (147)       | 180/4000            | 162                  | 10"4                | 190                 | 14,5                 |
| 1.8 Valvematic 16V auto | 4 cilindri in linea, Dual VVT-I, benzina | 1798             | 108 (147)       | 180/4000            | 164                  | 11"1                | 185                 | 14,3                 |
| 1.6 D4-D 16V            | 4 cilindri in linea, filtro DPF, Diesel  | 1598             | 82 (112)        | 270/1750            | 119                  | 12"7                | 185                 | 22,2                 |
| 2.0 D-4D 16V            | 4 cilindri in linea, filtro DPF, Diesel  | 1998             | 93 (126)        | 310/1800            | 146                  | 11"3                | 185                 | 17,9                 |
| 2.2 D-CAT 16V auto      | 4 cilindri in linea, filtro DPF, Diesel  | 2231             | 100 (136)       | 340/2000            | 178                  | 10"1                | 195                 | 14,7                 |
| 2.2 D-CAT 16V           | 4 cilindri in linea, filtro DPF, Diesel  | 2231             | 130 (177)       | 400/2000            | 159                  | 8"7                 | 210                 | 16,7                 |